# Monica Anghel

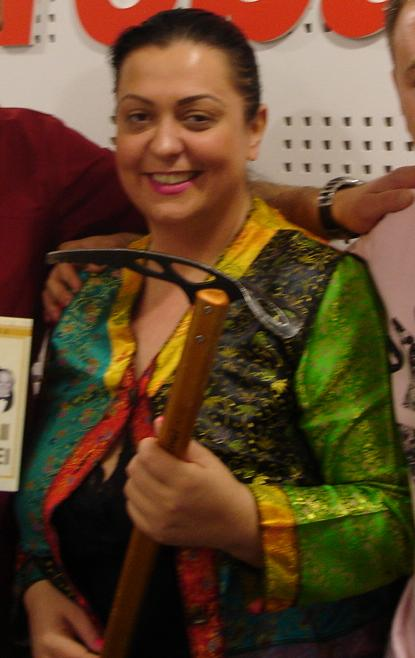
Monica Anghel

Monica Anghel (1 juni 1971) is een Roemeens zangeres. Anghel is een van de meest populaire zangeressen van het land. Ze verzorgde onder meer het voorprogramma van Ray Charles en Julio Iglesias.

## Loopbaan
Anghels carrière begon toen ze veertien was op een belangrijk Roemeens festival waar ze haar eerste prijs won. Vanaf toen groeide haar populariteit.
In 1995 bracht ze een lp en een audiocassette uit. In 1996 nam ze deel aan de internationale preselecties voor het Eurovisiesongfestival. De Roemeense inzending Rugâ pentru pacca lumii werd niet uitverkoren om mee te doen aan de internationale finale in Oslo. In dat jaar won ze wel het Gouden Hert, een belangrijke muziekprijs, voor Roemenië. Dat jaar bracht ze haar eerste cd uit, die veel succes kende.
In 1997 nam ze deel aan het South Pacific Festival in Australië, waar ze het festival en de prijs voor beste popsong met het liedje 'Tell me' won. Vier jaar later bracht ze haar tweede cd uit: XXL.
In 2002 nam Anghel deel aan het Eurovisiesongfestival 2002, waar ze samen met Marcel Pavel het liedje Tell me why zong. Samen behaalden ze een negende plaats. Sinds haar deelname aan dit Eurovisiesongfestival blijft ze een graag geziene gast in Roemenië als zangeres en actrice. Ze presenteert ook het programma Divertis op de Roemeense zender Antena 1.
- MusicBrainz: 79ea5d87-bd8c-4662-9df2-7be16829a218
- Système universitaire de documentation: 108464539
- Virtual International Authority File: 214279407

1994: Dan Bittman · 
1998: Mălina Olinescu · 
2000: Taxi · 
2002: Monica Anghel & Marcel Pavel · 
2003: Nicola · 
2004: Sanda Ladoși · 
2005: Luminița Anghel & Sistem · 
2006: Mihai Trăistariu · 
2007: Todomondo · 
2008: Nico & Vlad Miriță · 
2009: Elena Gheorghe · 
2010: Paula Seling & Ovi · 
2011: Hotel FM · 
2012: Mandinga · 
2013: Cezar · 
2014: Paula Seling & Ovi · 
2015: Voltaj · 
2017: Ilinca feat. Alex Florea · 
2018: The Humans · 
2019: Ester Peony · 
2021: Roxen · 
2022: WRS · 
2023: Theodor Andrei